# Mások még rosszabbak (érvelési hiba)
A mások még rosszabbak érvelés egy irreleváns, azaz a relevancia szabályát megszegő érvtípus, érvelési hiba. 
A relevancia szabálya azt mondja ki, hogy érveléseknél a felek álláspontjaikat csak úgy védhetik meg, hogyha az állásponthoz kapcsolódó, tehát releváns érveket ismertetnek. Az irrelevancia olyan megjegyzésekre utal, amelyek nincsenek kapcsolatban a tárggyal, azaz nem segítik a racionális vita céljának megvalósulását (azaz az igazság megtalálását).

## Példa
– Szörnyű ez a műsor.
– Semmi baj a Való világgal, vannak ennél rosszabb műsorok is.

### Mechanizmus
A vitázó fél azzal az érvvel próbálja megvédeni a műsort, hogy vannak más műsorok, amik még annál is rosszabbak.
A mások még rosszabbak hiba esetében egy rossz, kritizált dolgot azon az alapon próbálnak védeni, elfogadhatónak beállítani, hogy még rosszabb dolgok is előfordulnak, illetve, hogy más, még rosszabb dolgokat elfogadunk. A második megszólaló nem érvel amellett, hogy a műsor ne lenne rossz, sőt, azt el is fogadja, valamint azzal, hogy rámutat a még rosszabb műsorok létezésére szintén nem támasztja alá a saját konklúzióját, azaz irreleváns érveket használ fel a vitában.

### Kivételek
Amennyiben egy szituációban véges számú lehetőség van, abban az esetben ez lehet releváns érvelés. Például ha a szereplők mindenképp tévét akarnak nézni, kizárólag két tévécsatorna van, és a másikon a Mégvalóbb Világ megy (amit a beszélgetők még szörnyűbbnek tartanak), akkor ez lehet releváns érv amellett, hogy ne kapcsoljanak át arra. Egy ideális, elképzelt alternatíva (egy jó műsort kéne nézni, ami nincs) ugyanis Nirvána-érv.